# Gyöngyi Zsolnay
Gyöngyi Zsolnay (Oroszlány, 23 settembre 1974) è un'ex cestista ungherese.

## Carriera
Con l'Ungheria ha disputato i Campionati mondiali del 1998.